# Église Saint-Nicolas de Marcigny
Pour les articles homonymes, voir Église Saint-Nicolas.
L'église Saint-Nicolas est une église catholique située à Marcigny, dans le département de Saône-et-Loire, en France.

## Historique
Édifiée vers 1130 et agrandie vers 1378, elle était l'une des deux églises du prieuré de la Sainte-Trinité de Marcigny-lès-Nonnains. Destinés aux moines, elle est devenue église paroissiale en 1620.
Au moment de sa construction, l'église comportait une nef prolongée à l'est par un chœur, surmontée d'un clocher et d'une abside semi-circulaire. 
Ultérieurement, entre le XIVe et le XVIe siècle, le clocher fut démoli et remplacé par un clocheton au-dessus de la façade occidentale. 
À la Révolution française, bâtiments et terrains ecclésiastiques furent cédés. L'édifice sera agrandi par l'ajout de nefs latérales au nord et au sud entre 1820 et 1906. L'abside, quant à elle, est intégralement rebâtie au commencement du XXe siècle.

## Protection
L'église fait l’objet d’une inscription partielle pour sa façade au titre des monuments historiques par arrêté du 29 octobre 1926.

## Description
Si seule sa façade est inscrite, les sculptures du tympan central du porche sont seules d'époque romane ; celles du tympan droit ont été ajoutées lors de l'extension des années 1820.

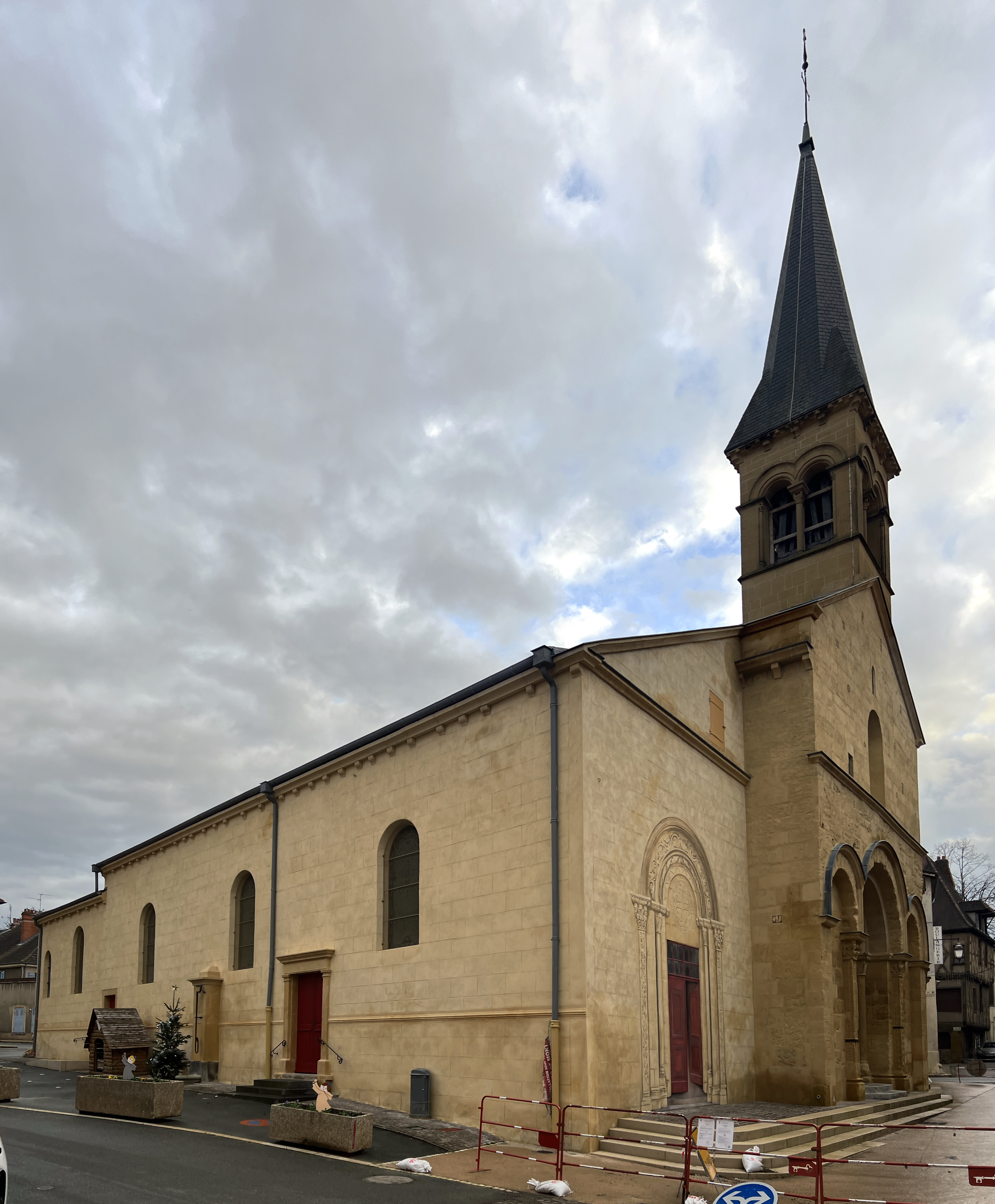
Vue d'ensemble.
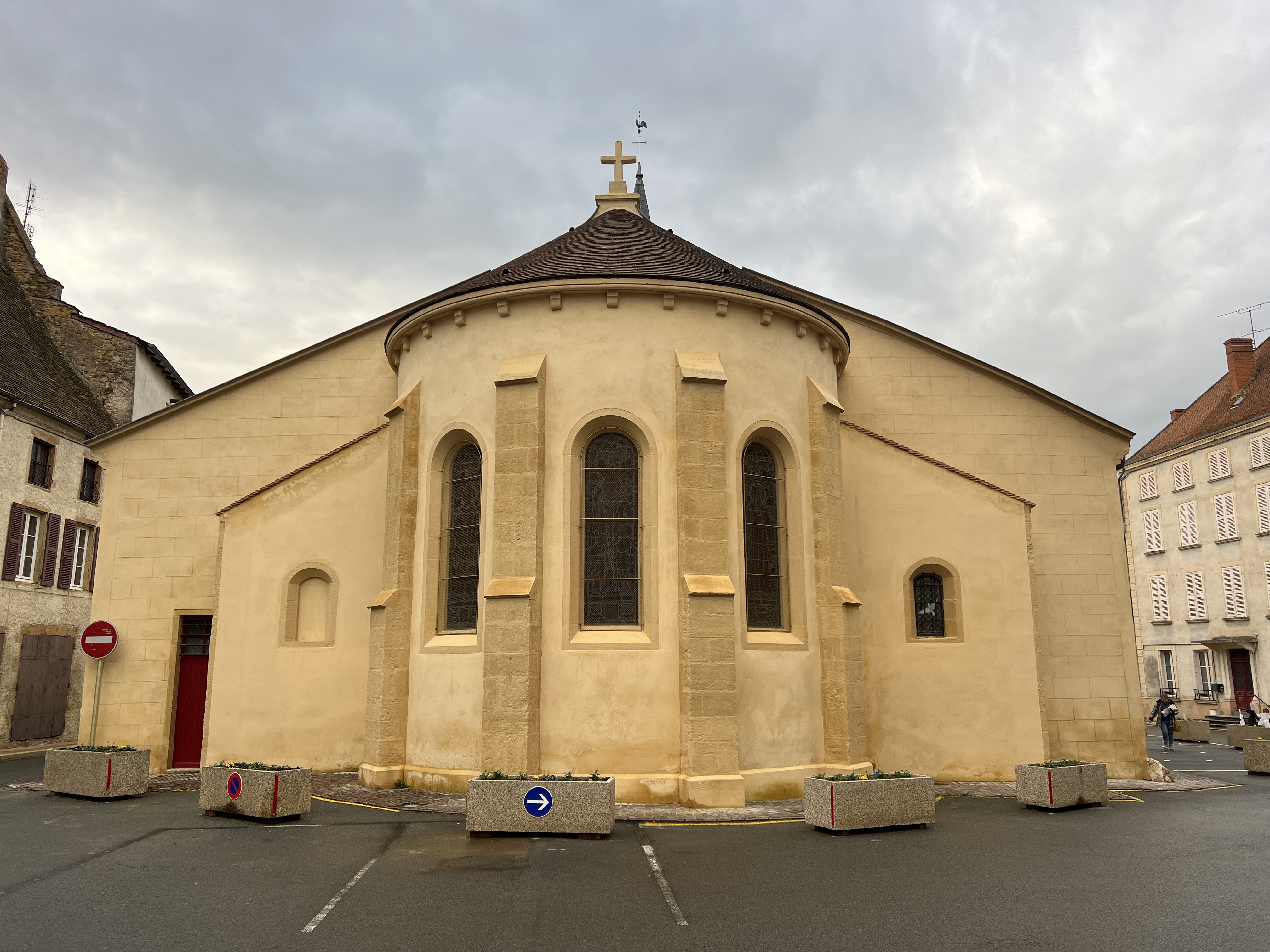
L'abside.
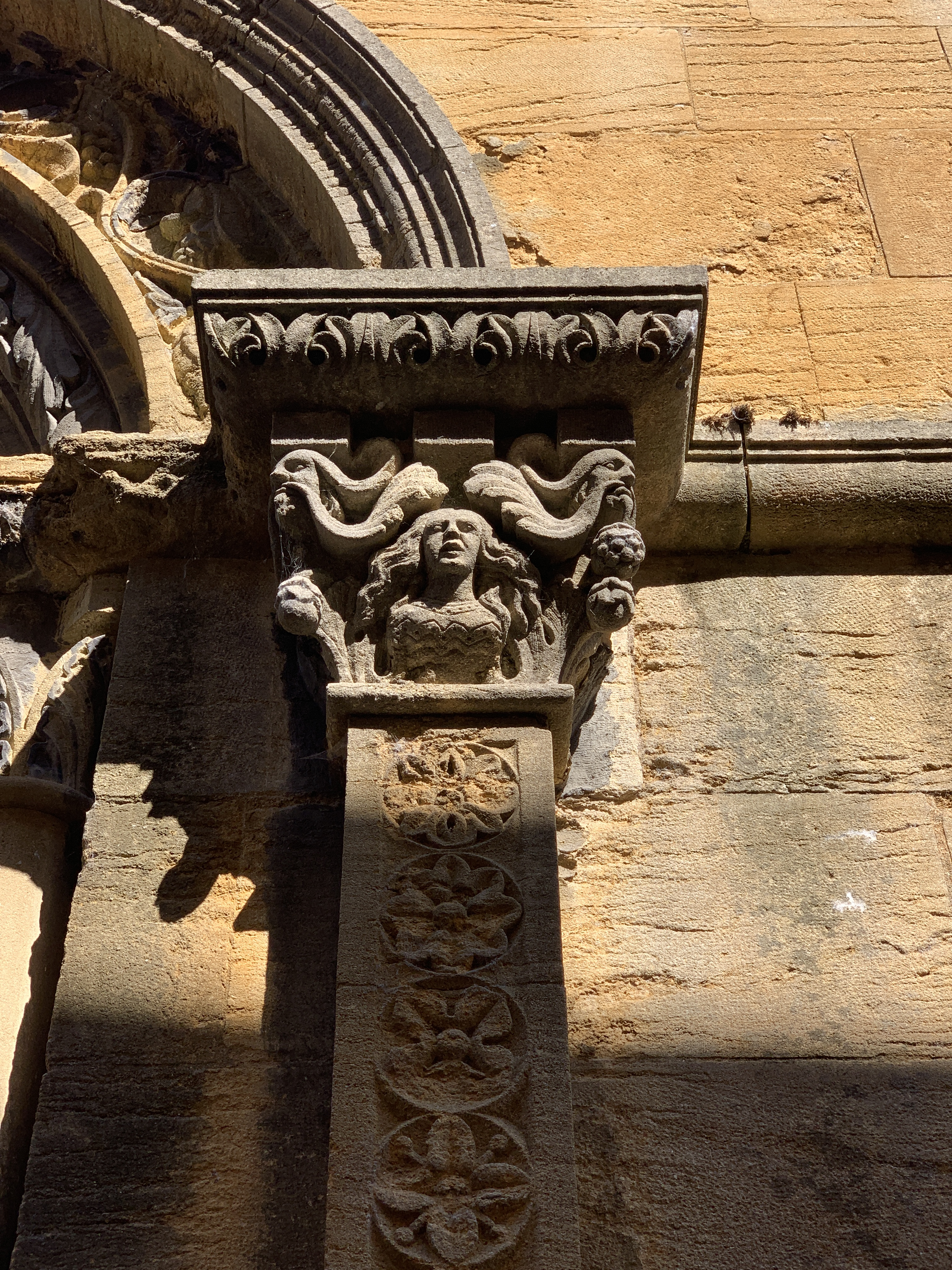
Un chapiteau

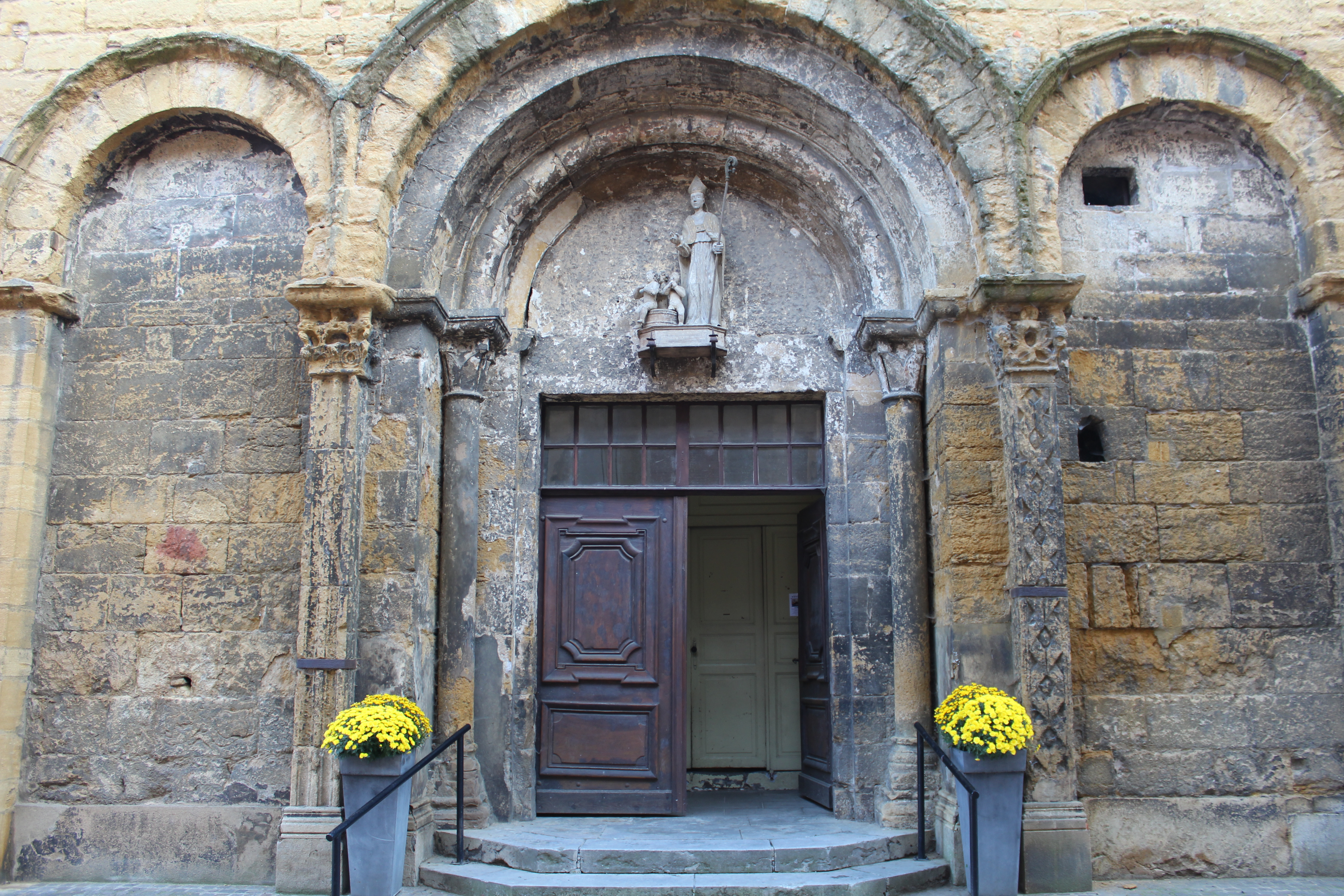
Le portail d'entrée.
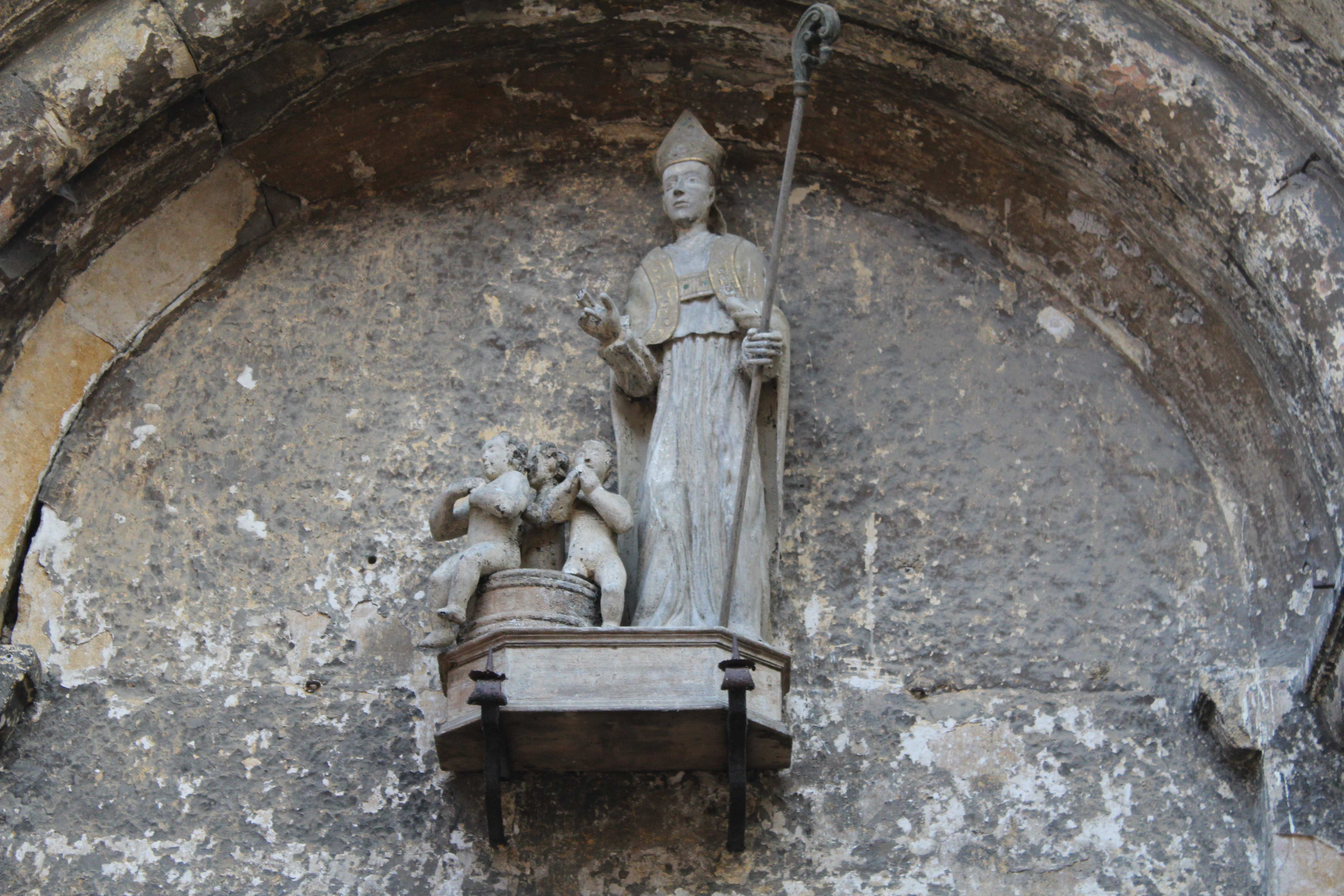
Statue de saint Nicolas.

## Culte
Édifice consacré du diocèse d'Autun relevant de la paroisse Saint-Hugues-en-Brionnais-Bords-de-Loire (siège à Marcigny) – qui en est affectataire au titre de la loi de 1905 –, l'église de Marcigny est, plusieurs siècles après sa construction, un lieu de culte catholique.